# Ernesto Albarracín
Ernesto Albarracín (né le 25 septembre 1907 et mort à une date inconnue) était un footballeur international argentin qui jouait milieu de terrain.

## Biographie
Il évolue durant sa carrière dans le club du championnat argentin du Club Sportivo Buenos Aires lorsqu'il est convoqué par le sélectionneur italien de l'équipe d'Argentine Felipe Pascucci pour participer avec 18 autres joueurs à la coupe du monde 1934 en Italie.
Lors du mondial, l'Argentine est éliminée au 1er tour de la compétition par la Suède 3-2 (buts de Belis et de Galateo) en huitième-de-finale.